# 正經好人
《正經好人》（英語：A Serious Man）是一部2009年美國的黑色喜劇電影，由喬爾與伊頓·高安編劇、監製、剪接和導演。本片主演是米高·舒伯，描述他所飾演的一名猶太男子事業與家庭生活一起走下坡，导致他不得不对信仰产生疑问的故事。获得第82届奥斯卡金像奖最佳影片和最佳原创剧本两项提名。

## 演員
- 米高·舒伯 飾演 Lawrence "Larry" Gopnik
- 理查·坎德 飾演 Arthur Gopnik
- 薩里·萊尼克（英语：Sari Lennick） 飾演 Judith Gopnik
- 弗雷德·邁拉麥德 飾演 Sy Ableman
- Aaron Wolff 飾演 Danny Gopnik
- Jessica McManus 飾演 Sarah Gopnik
- Alan Mandell 飾演 Rabbi Marshak
- 亞當·阿金（英语：Adam Arkin） 飾演 Don Milgram
- 喬治·懷納（英语：George Wyner） 飾演 Rabbi Nachtner
- 愛咪·蘭德克 飾演 Mrs. Vivienne Samsky
- Katherine Borowitz 飾演 Mimi Nudell
- Allen Lewis Rickman 飾演 Velvel
- Yelena Shmulenson 飾演 Dora
- Fyvush Finkel（英语：Fyvush Finkel） 飾演 Traitle Groshkover
- 西蒙·黑爾貝格 飾演 Rabbi Scott Ginsler
- 邁克爾·勒納（英语：Michael Lerner (actor)） 飾演 Solomon Schlutz
- David Kang 飾演 Clive
- 史帝夫·朴（英语：Steve Park (comedian)） 飾演 Clive的父親
- Ari Hoptman（英语：Ari Hoptman） 飾演 Arlen Finkle